# Rygte
Et rygte (fra nedertysk ruchte = råb, skrig, rygte) er en meddelelse, der giver sig ud for at være en nyhed eller oplysning, og som kan vise sig at være sand, eller delvis opdigtet eller løgn, og derefter spredes fra person til person. Den som mere eller mindre bevidst starter et rygte, kaldes for en rygtesmed.
Skal et rygte overleve, må det opfylde to vilkår:
- 1. At man KAN tro på det, der fortælles, og
- 2. at man VIL tro på det.[1]